# Японская зарянка
Японская зарянка (лат. Larvivora akahige) — вид птиц из семейства мухоловковых. Подвидов не выделяют.

## Характеристика
Длина тела — около 14 см. Внешне похожа на обыкновенную зарянку. От неё отличается тем что у самцов спина окрашена в темно-бурый цвет, брюшко серо-голубое. Ярко выражен половой диморфизм: самки окрашены в бледно-бурые тона, в их окрасе отсутствуют чёрные и серо-голубые фрагменты. Гнездится на земле, в кладке 4-5 яйц. Основная пища — насекомые, осенью также сочные плоды растений.

## Ареал
Японская зарянка предпочитает селиться в прореженных темнохвойных лесах, зарастающих вырубках, по долинам горных ручьёв дальневосточных островов. Обычна на Японских островах и архипелаге Идзу, в России встречается в южной трети острова Сахалин южнее линии Томари — р. Фирсовка, на острове Монерон и на южных Курильских островах. Часть ареала данного вид находится под охраной заповедника «Курильский». Внесена в Красную книгу Сахалина (3-я категория), так как численность её в России везде находится на довольно низком уровне.